# (8320) van Zee
(8320) van Zee (1955 RV) est un astéroïde de la ceinture principale, découvert le 13 septembre 1955 à l'observatoire Goethe Link près de Brooklyn, dans l'Indiana. Il a une magnitude absolue de 13,6.